# Mermis nigrescens
Mermis nigrescens — вид нематод родини Mermithidae. Паразит коників.

## Поширення
Вид поширений в Америці, Європі, Азії і на Тасманії, але не спостерігався в материковій частині Австралії. Зрідка трапляється в Африці.

## Морфологія
Це дуже велика нематода, самці коливаються від 4 до 6 сантиметрів завдовжки, а самиці — від 8 до 20 сантиметрів. Розмір незвичайний для ентомопатогенних нематод, які зазвичай мають мікроскопічні розміри. Тіло нематоди звужене на передньому кінці, а голова і хвіст округлі. Забарвлення блідо-коричневе, а вагітна самиця має темну смугу по всій довжині через наявність в тілі до 14 000 яєць. Поверхня тіла гладка.
У дорослої самиці на голові є яскраво-червона або оранжево-червона пляма. Ця пляма виконує функцію ока. Вона має вигляд порожнистого циліндра з червоним пігментом у центрі, ідентифікованим як гемоглобін. Цей гемоглобін у формі оксигемоглобіну щільно сконцентрований у кристалічній формі. Гемоглобін займає місце меланіну як тіньового пігменту ока і відіграє роль у сприйнятті світла нематодами, чого не спостерігається в жодному іншому організмі. Самиця M. nigrescens має одне око, тоді як деякі інші види нематод мають пару. Її око охоплює весь передній кінець тіла. Око має структуру, яка діє як рогівка. Цей орган, швидше за все, використовується самицею для пошуку місця для відкладання яєць. У самців око відсутнє.

## Життєвий цикл
Дорослі самці і самиці нематод спаровуються навесні або влітку. Потім самець гине, а самиця залишається в ґрунті восени та взимку. Наступної весни чи літа самиця виходить на поверхню після дощу, коли ландшафт ще вологий, часто рано вранці. Пізніше піднімається на рослинність, іноді на висоту 2-3 метри над землею, і відкладає яйця на рослини. Яйця темно-коричневі або червонуваті, завдовжки близько півміліметра. Вони кріпляться до рослини за допомогою списа. Їх поїдають травоїдні комахи разом із тканинами рослин. Ця нематода найчастіше заражає прямокрилих.
При поїданні комахою яйце вилуплюється практично відразу, іноді протягом години. Молода нематода проколює кишку кинджалом і проникає в гемоцель-кров'яну рідину, яка заповнює порожнину тіла комахи і виконує роль кровоносної системи. Там нематода поглинає поживні речовини комахи, забираючи глюкозу безпосередньо через епідерміс. Вона росте і розвивається протягом декількох тижнів. Щойно вилуплена нематода має довжину приблизно 0,24 мм; в 37-денному віці досягає близько 5 см. Нематоди ростуть швидше і досягають більших розмірів у великих господарів. Також в тілах більших комах більше самиць нематод. Нематода ще молодою виходить із комахи-господаря та закінчує свій розвиток у ґрунті. Комаха гине, під час або до того, як нематода покидає її тіло. Доросла нематода не харчується.